# ヴァレリー・ザヴァロフ
ヴァレリー・オレクサンドロヴィッチ・ザヴァロフ（ウクライナ語: Валерій Олександрович Заваров、英語: Valeriy Aleksandrovych Zavarov、1988年8月16日 - ）は、ウクライナ出身の元サッカー選手。現役時代のポジションはMF。父親はディナモ・キエフ、ソ連代表等で活躍したオレクサンドル・ザヴァロフ。
2007年、父親が監督を務めるFCアルセナル・キエフに加入した。